# Grabówki (województwo małopolskie)
Grabówki – wieś w Polsce położona w województwie małopolskim, w powiecie wielickim, w gminie Wieliczka.
W latach 1954–1960 wieś należała i była siedzibą władz gromady Grabówki, po jej zniesieniu w gromadzie Wieliczka. W latach 1975–1998 miejscowość administracyjnie należała do województwa krakowskiego.
Oficjalnie nazwanymi częściami wsi są: Babiny, Grabówki Dolne, Na Krzyżowej, Na Lepiance, Poręby.
Istnieje także część miasta Wieliczka o nazwie Grabówki.
Do Grabówek można dojechać prywatnymi busami lub liniami 214 oraz 254 z Borku Fałęckiego obsługiwaną przez MPK S.A. w Krakowie.